# Agrodiaetus
Agrodiaetus is een ondergeslacht van vlinders uit de familie Lycaenidae (kleine pages, vuurvlinders en blauwtjes).
Tot 2013 was Agrodiaetus een geslacht van vlinders uit de familie Lycaenidae. In beschouwen de auteurs Agrodiaetus als een ondergeslacht van Polyommatus. Deze zienswijze is door veel auteurs overgenomen.